# Liste der Patriarchen von Lissabon
Die folgenden Personen waren Bischöfe, Erzbischöfe und Patriarchen von Lissabon (Portugal):

## Bischöfe von Olisipo
- Heiliger Manços (36), legendär
- Filipe Filoteu (92), legendär
- Pedrus I. (166), legendär
- Pedrus II. (213), legendär
- Jorge (260), legendär
- Pedrus III. (297), legendär
- Heiliger Gens, legendär
- Januarius (300), legendär
- Heiliger Potamius (ca. 356)
- Antonius (373)
- Neobridius (430)
- Julius (461)
- Azulanus
- João (500)
- Éolo (536)
- Nestorianus (578)
- Paul (589)
- Goma oder Gomarelo (610, 614)
- Viarico, Ubalico oder Dialico (633, 636, 638)
- Nefrígius, Nefredus oder Neofrídio (646)
- Cesárius oder César (656)
- Theodoric (666)
- Ara (683)
- Landericus (688, 693)
- Ildefonso (8. Jh.)
- vakant (716–1147)

## Bischöfe von Lissabon
- Gilbert von Hastings (1147–1163)
- Álvaro (1164–1184)
- Soeiro I. (1185–1210)
- Sueiro II. Viegas (1210–1232)
- Vincent (1233)
- Paio Pais (1234)
- João I. Falberto (1234)
- Estêvão I. Gomes (1234–1237)
- João II. (1239–1241)
- Richard Wiliam (1241)
- Airas Vasques (1241–1258)
- Matthias (1258–1282)
- Estêvão II. Anes de Vasconcelos (1282–1290)
- Domingos Anes Jardo (1290–1293) (auch Bischof von Évora)
- João III. Martins de Soalhães (1294–1313) (danach Erzbischof von Braga)
- Estevão III., O.F.M. (1313–1322) (vorher Bischof von Porto)
- Gonzalo Pereira (1322–1326) (danach Erzbischof von Braga)
- João IV. Afonso de Brito (1326–1342)
- Vasco I. Martins (1342–1344) (vorher Bischof von Porto)
- Stephan IV. de la Garde (1344–1348)
- Thibaud de Castillon (1348–1356)
- Reginald de Maubernard (1356–1358)
- Lourenço Rodrigues (1359–1364)
- Pedro Gomes Barroso (1364–1369)
- Ferdinand Álvares (1369–1371)
- Vasco II. (1371) (danach Erzbischof von Braga)
- Agapito Colonna (1371–1378)
- Johann V. de Agoult (1379), nominiert vom Papst; davor Bischof von Aix-en-Provence
- Martin (1379–1383), nominiert vom Gegenpapst; ermordet von Bürgern während der Portugiesischen Revolution von 1383
- João VI. Guterres (1381–1382), nominiert vom Papst, davor Bischof von Dax
- João VII. Anes (1383–1394)

## Erzbischöfe von Lissabon
- João I. Anes (1394–1402)
- João II. Afonso de Azambuja (1402–1415)
- Diogo Álvares de Brito (1418–1422)
- Pedro de Noronha (1424–1452)
- Luís Coutinho (1452–1453)
- Jakob von Portugal (1455–1459)
- Afonso I. Nogueira (1459–1464)
- Jorge da Costa (1464–1500)
- Martinho da Costa (1500–1521)
- Alfons II. von Portugal (1523–1540)
- Fernando de Menezes Coutinho e Vasconcelos (1540–1564)
- Heinrich I. von Portugal (1564–1570)
- Jorge de Almeida (1570–1585)
- Miguel de Castro (1586–1625) (auch Bischof von Viseu)
- Afonso III. Furtado de Mendonça (1626–1630)
- João III. Manuel (1632–1633)
- Rodrigo da Cunha (1635–1643)
- António de Mendonça (1670–1675)
- Luís de Sousa (1675–1702)
- João IV. de Sousa (1703–1710) (auch Erzbischof von Braga)

## Patriarchen von Lissabon
- Tomás de Almeida (1716–1754)
- José I. Manuel da Câmara (1754–1758)
- Francisco Saldanha (1758–1776)
- Fernando de Sousa e Silva (1779–1786)
- José Francisco Miguel António de Mendonça (1786–1818)
- Carlos da Cunha e Menezes (1819–1825)
- Patrício da Silva (1826–1840)
- Francisco de São Luiz Saraiva (1840–1845)
- Guilherme Henriques de Carvalho (1845–1857)
- Manuel Bento Kardinal Rodrigues da Silva (1858–1869)
- Inácio do Nascimento Kardinal Morais Cardoso (1871–1883)
- José III. Sebastião Kardinal Neto (1883–1907)
- António Mendes Kardinal Bello (1907–1929)
- Manuel Gonçalves Kardinal Cerejeira (1929–1971)
- António Kardinal Ribeiro (1971–1998)
- José da Cruz Kardinal Policarpo (1998–2013)
- Manuel Kardinal Clemente (2013–2023)
- Rui Manuel Sousa Valério SMM (seit 2023)